# 브래들리 위긴스
브래들리 위긴스 경(영어: Sir Bradley Marc Wiggins, CBE, 1980년 4월 28일 ~ )은 영국의 사이클 선수이다. 벨기에의 헨트에서 오스트레일리아의 사이클 선수인 아버지와 영국인 어머니 사이에서 태어났다. 어릴 때 어머니를 따라 영국으로 온 후 사이클 훈련을 받으며 트랙과 도로에서 모두 두각을 나타내는 선수로 주목을 받아왔다.
2000년대에는 트랙 부문에서 활동하며 올림픽에서 금메달 3개를 따는 등 좋은 성적을 보여오는가 하면, 도로 부문에서는 영국인으로는 최초로 2012년 투르 드 프랑스에서 우승했다.
2012년 하계 올림픽 도로독주에서, 2016년 하계 올림픽 단체추발에서 각각 금메달을 땄다.
2012년 BBC 올해의 스포츠인상 수상자로 선정되었다.

## 서훈
- 2005년 대영 제국 훈장 4등급(OBE) 수훈[4]
- 2009년 대영 제국 훈장 3등급(CBE) 수훈[5]
- 2013년 기사작위(Knight Bachelor) 서임[6]

## 같이 보기
- 올림픽 다관왕 목록
- 올림픽 사이클 남자 메달리스트 목록